# Funaria microstoma
Funaria microstoma är en bladmossart som beskrevs av Bruch och W. P. Schimper 1840. Funaria microstoma ingår i släktet spåmossor, och familjen Funariaceae. Inga underarter finns listade i Catalogue of Life.